# Pepe (meme)
Pepe, o Sapo é um popular meme de Internet. O sapo verde antropomórfico, com cabeça parecida com sapo, mas corpo humanoide, origina-se em uma série de quadrinhos Matt Furie chamado de Boy's Club. Tornou-se um meme de Internet quando sua popularidade cresceu constantemente no Myspace, Gaia Online e 4chan em 2008. Já por 2015, tornou-se um dos memes mais populares usados no 4chan.
Começando em 2015, a imagem do personagem foi utilizada por membros do controverso movimento alt-right. A Liga Anti-Difamação adicionou o Pepe à sua base de dados de símbolos de ódio em 2016, acrescentando que nem todos os memes do Pepe são racistas. Desde então, Matt Furie tem expressado publicamente seu desgosto por Pepe ser usado como símbolo de ódio.

## Kek
"Kekismo Esotérico" é um termo para a religião-paródia de adoração a Pepe, tendo surgido da coincidência da gíria para risada "kek" e o nome de um antigo deus-sapo das trevas egípcio, Kek. Fóruns de internet apontaram essa similaridade. Este meme de internet tem sua origem no fórum de internet 4chan, bem como outros chans, mas especialmente o quadro de discussão /pol/ (politicamente incorreto). 
A origem da gíria "kek" é uma variação da gíria "lol" (rindo alto), ela deriva do coreano ㅋㅋㅋ (kekeke), interjeição influenciada pela onomatopeia brasileira kkk (kakaka), que por sua vez alude à abreviação de Ku Klux Klan. A expressão parece originar-se a partir do videogame World of Warcraft. A frase, em seguida, tornou-se associado com a divindade Egípcia de mesmo nome. "Kekismo Esotérico" faz referência ao "Hitlerismo Esotérico" da escritora Savitri Devi.

### Kekistão

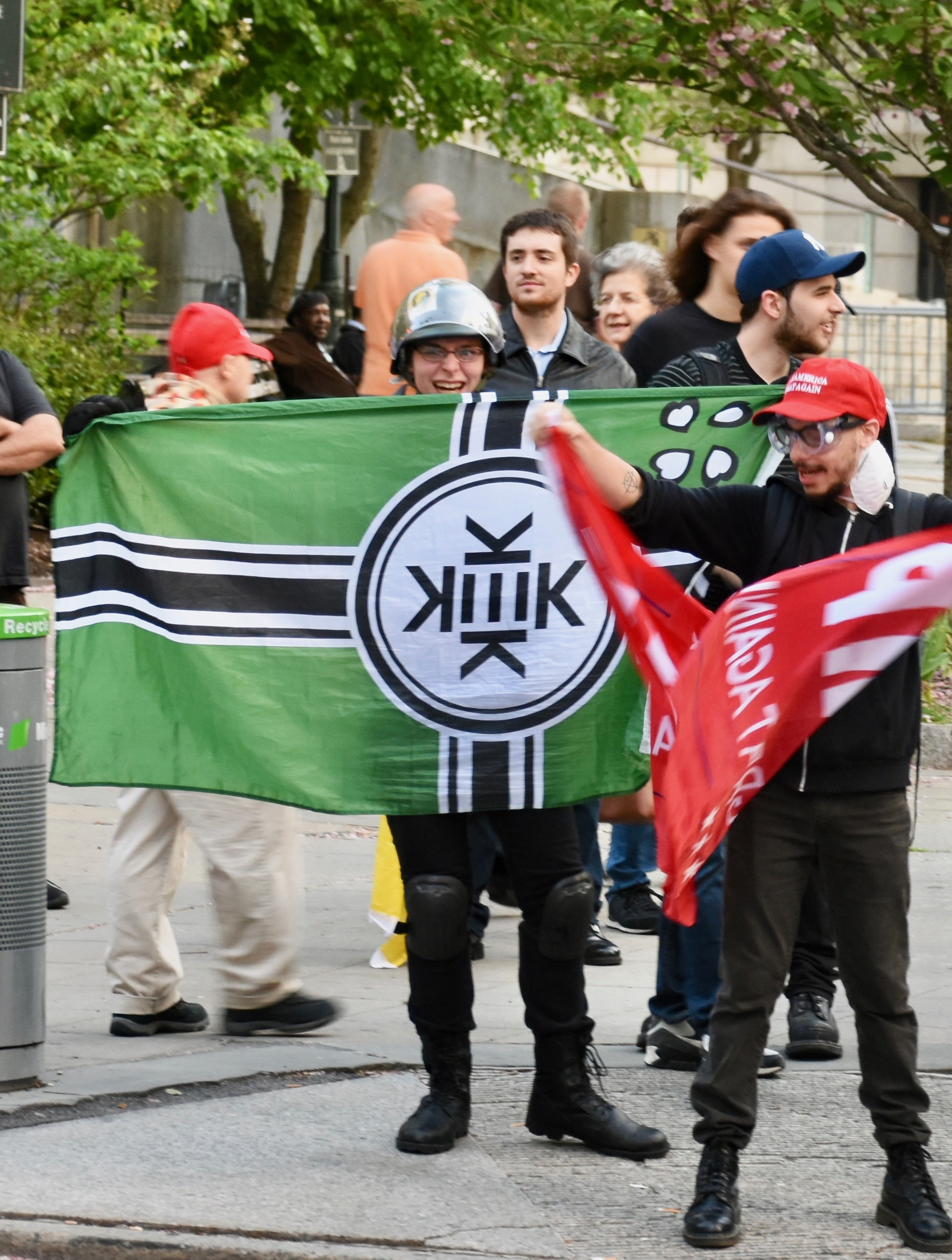
Manifestante segurando uma bandeira do Kekistan (2017).

Quando o YouTuber Sargon of Akkad notou que 'shitposters' poderia ser tecnicamente classificado como um grupo étnico para o censo britânico, ele entrou em contato e pediu-lhes a inclusão do grupo "kekistani" ao censo. O meme viralizou com a hashtag #FreeKekistan (Kekistão Livre), e em parte devido ao artigo no site Know Your Meme, a tentativa fracassou. Sargon deu a entender que, havendo mais de 10 mil pessoas a escrever "Kekistani" como grupo étnico no Censo 2021, isto poderia se tornar uma etnia oficial da grã-Bretanha, semelhante ao fenômeno do censo Jedi. A etnicidade satírica tornou-se um ponto de convergência comum para manifestantes contra o politicamente correto, com protestos-trolls de 'Kekistanis' agitando a 'bandeira nacional do Kekistão' (modelada com base na Reichskriegsflagge) e condenando a 'opressão' a seu povo.

## Leitura complementar
- Singal, Jesse (16 de setembro de 2016). «How Internet Trolls Won the 2016 Presidential Election». New York. Consultado em 16 de setembro de 2016